# Thymoites confraternus
Thymoites confraternus är en spindelart som först beskrevs av Banks 1898.  Thymoites confraternus ingår i släktet Thymoites och familjen klotspindlar. Inga underarter finns listade i Catalogue of Life.